# Klepper (kano)

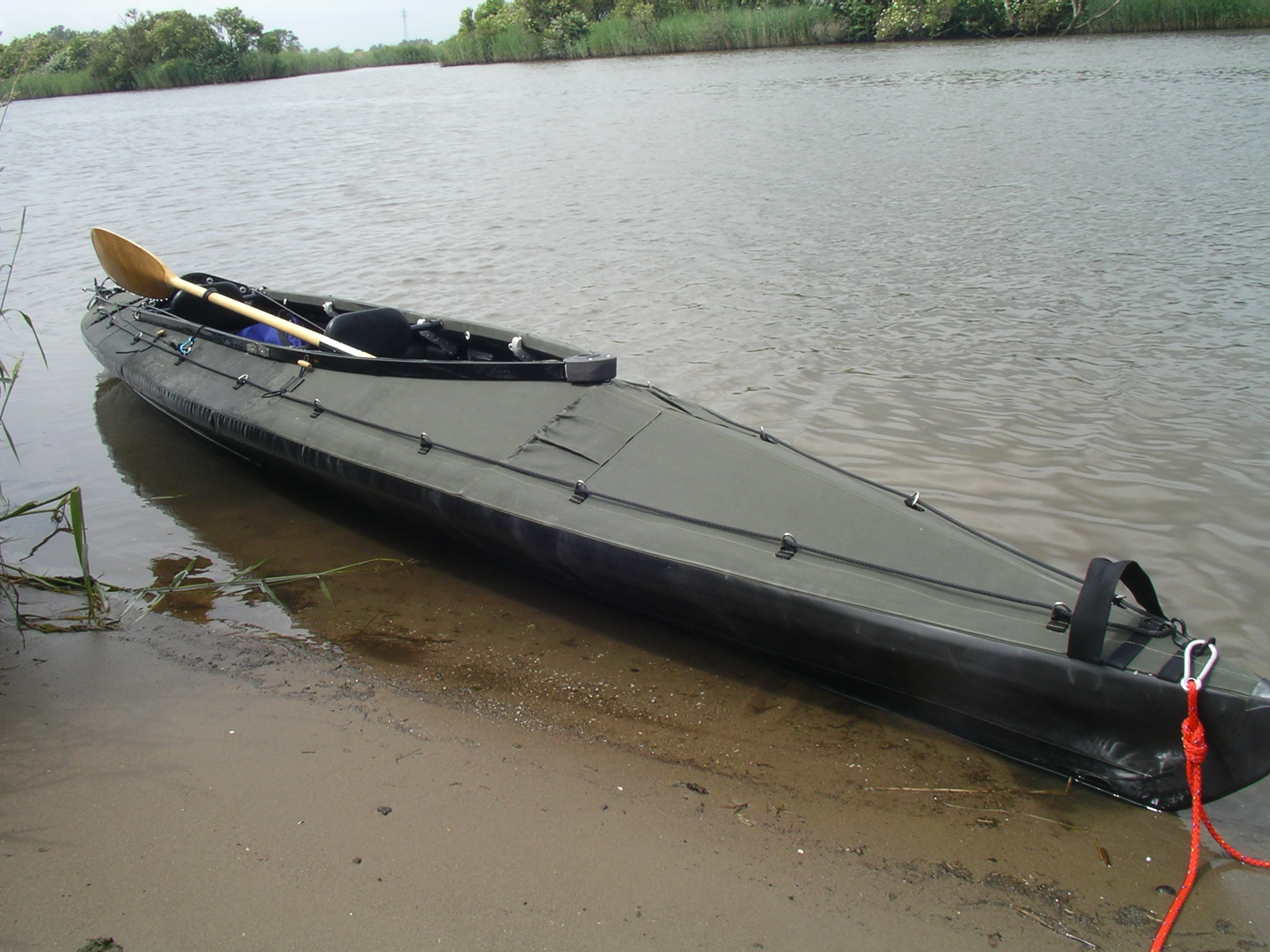
Klepper Aerius Quattro in camouflage kleur

Klepper is een in Rosenheim gevestigde fabrikant die vouwkano's vervaardigt.

## Geschiedenis
In 1907 begon kleermaker Johann Klepper met de productie van vouwkano's. Net als Henry Ford pionierde hij met massaproductie en massamarketing. Bij de introductie van zijn product profiteerde Klepper van de zogenaamde Wanderlust-periode, een periode waarin veel mensen het genot van zwerven door de natuur ontdekten. Het kanovaren met vouwboten was bij de Olympische Spelen van 1936 in Berlijn een olympische sport. Er waren twee klassen, alle medailles werden met Klepper kano's gewonnen. 
Na de jaren 1950 waren vouwkano's minder in trek door de opkomst van de goedkope kunststof kano en de ruime beschikbaarheid van vervoer per auto, waarmee ook niet opvouwbare kano's eenvoudig transporteerbaar waren. De fabriek ging eind jaren 1970 failliet maar werd door een vouwkano-enthousiast weer opgestart. Het leveringsprogramma was wel sterk afgeslankt en na een brand maakte men alleen nog maar de Aerius modelserie.
Anno 2004 werden Klepper-kajaks op bestelling gemaakt en bereidde het bedrijf zich voor om naar de beurs te gaan. De modellen die geproduceerd werden waren de 'Alu-lite' (met een aluminium geraamte) en de Aerius-modelserie, die uit vijf modellen bestond, in lengte variërend van 3,75 tot 5,85 meter. De tweezitter van 5,2 meter lengte werd ook in een militaire specificatie gemaakt en gebruikt door speciale eenheden van diverse landen.
In 2020 werd de 'Klepper Faltbootwerft AG' overgenomen door de te Hamburg gevestigde 'Klepper Lifestyle GmbH', een dochteronderneming van 'Compass Logistics International AG'. Het model 'Backyak' wordt sindsdien niet meer gemaakt.